# Djurs Sønders härad
Djurs Sønders härad (danska: Djurs Sønder Herred) var ett härad i Danmark. Det låg på södra delen av Djursland. Det finns omnämnt i Kong Valdemars Jordebog som Dyursæ Syndræhæreth och var under medeltiden en del av Åbosyssel och senare Kalø län. Vid senare omorganiseringar av Danmarks förvaltning kom den 1662 att ingå  Kalø amt och 1793 i Randers amt. Den hade gräns i norr mot Sønderhalds härad och  Djurs Nørre härad och i väster mot Øster Lisbjergs härad.